# آرماندو پانتانلی
آرماندو پانتانلی (انگلیسی: Armando Pantanelli؛ زادهٔ ۱ ژوئن ۱۹۷۱) بازیکن فوتبال اهل ایتالیا است.
از باشگاه‌هایی که در آن بازی کرده‌است می‌توان به باشگاه فوتبال اینتر میلان، باشگاه فوتبال پروجا، باشگاه فوتبال کارپی، باشگاه فوتبال کوزنتسا کالچو، البیا کالچو ۱۹۰۵، باشگاه فوتبال کاتانیا، باشگاه فوتبال کالیاری، باشگاه فوتبال رجانا، و باشگاه فوتبال آولینو اشاره کرد.